# Tadzjiekse Socialistische Sovjetrepubliek
Tadzjiekse Socialistische Sovjetrepubliek (Tadzjiekse SSR) (Tadzjieks: Республикаи Советии Социалистии Тоҷикистон; Respublikai Sovetii Sotsialistii Tojikiston, Russisch: Таджикская Советская Социалистическая Республика; Tadzjikskaja Sovjetskaja Sotsialistitsjeskaja Respoeblika) was de vroegere benaming van de Republiek Tadzjikistan, toen het nog deel uitmaakte van de Unie van Socialistische Sovjet Republieken. In maart 1925 werd er een Tadzjiekse ASSR gevormd binnen de Oezbeekse Socialistische Sovjetrepubliek.
Deze autonome republiek werd in december 1929 de Tadzjiekse Socialistische Sovjetrepubliek en opgenomen als unie-republiek binnen de Sovjet-Unie. De macht lag sindsdien bij de Communistische Partij van Tadzjikistan (KPT), die onderdeel was van de Communistische Partij van de Sovjet-Unie. De partij-afdeling van Choedzjand (1929-1991: Leninabad) domineerde de KPT tot aan de jaren zeventig bijna geheel. In de jaren tachtig verschoof de machtsbasis van de KPT zich naar de provincie Koelob, in Zuid-Tadzjikistan. Al tijdens het communistische Tadzjikistan speelde het lokalisme een heel belangrijke rol, haast belangrijker dan de officiële communistische ideologie.
Ondanks de perestrojka- en glasnost-politiek van het Sovjet-staatshoofd Michail Gorbatsjov bleven de conservatieve communisten in de jaren tachtig in Tadzjikistan gewoon aan de macht. De communistische hardliner Rahmon Nabiyev werd in 1985 als partijsecretaris van de communistische partij opgevolgd door diens geestverwant Kachan Machanov. De onvrede onder de bevolking over het communistische beleid leidde reeds in de jaren tachtig tot de oprichting van seculiere, nationalistische, liberale en islamitische partijen, waaronder de Partij van de Islamitische Wedergeboorte (PIW).
In november 1990 werd Machanov tevens voorzitter van de Tadzjiekse Opperste Sovjet. Omdat de Tadzjiekse regering de mislukte staatsgreep die door communistische hardliners in augustus 1991 werd gepleegd en Gorbatsjov voor drie dagen afzette, niet veroordeelde, braken er rellen uit. De Tadzjiekse regering veranderde de naam de Tadzjiekse Communistische Partij in Tadzjiekse Socialistische Partij (TSP) en stond oppositiepartijen toe.
Op 9 september 1991 verklaarde Tadzjikistan zich onafhankelijk en trad uit de Sovjet-Unie. In december 1991 werd Tadzjikistan lid van het Gemenebest van Onafhankelijke Staten, dat de USSR verving.